# Annemiek Derckx
Anna Maria Josefina „Annemiek” Derckx, później Bogie (ur. 12 kwietnia 1954 w Beegden) – holenderska kajakarka, dwukrotna brązowa medalistka olimpijska.
Brała udział w dwóch igrzyskach olimpijskich (IO 84, IO 88). W 1984 – pod nieobecność sportowców z wielu krajów tzw. Bloku Wschodniego – po medal sięgnęła w jedynce na dystansie 500 metrów. Cztery lata później była ponownie trzecia, tym razem w dwójce na dystansie 500 metrów. Płynęła z nią Annemarie Cox. Była dwukrotną medalistką mistrzostw świata w tej konkurencji, srebrną w 1987 i  brązową w 1985.